# شبه‌جزیره ساری
شبه‌جزیره ساری (انگلیسی: Sara Peninsula) 
(به تالشی: Səri) (به روسی: Сара) یک شبه‌جزیره (در گذشته جزیره) است که در بخش جنوب شرقی دریای کاسپین در خاک جمهوری آذربایجان و در نزدیکی شهر بندری لنکران واقع شده است. گستره این شبه‌جزیره به دلیل کاهش سطح آب در دریای کاسپین افزایش یافته است.

## جغرافیا
درازای این جزیره ۳۳ کیلومتر و پهنای آن ۲ تا ۶ کیلومتر است و پس از شبه‌جزیره آبشوران بزرگ‌ترین شبه‌جزیره در جمهوری آذربایجان است.
این جزیره دارای دو شهرک نریمان‌آباد و بالیقچی‌لار است. شمار ساکنان این جزیره نزدیک هفت هزار نفر است و بیش‌تر آن‌ها به پیشه ماهی‌گیری مشغول‌اند. ذخیره‌گاه دولتی قزل‌آغاج بخشی از شمال این شبه‌جزیره است.
این شبه‌جزیره خلیج کوچک قزل‌آغاج را از دریای کاسپین جدا می‌کند.
از سال ۱۹۲۹ میلادی به دلیل پایین آمدن سطح آب دریای کاسپین، بخش شمال شرقی جزیره ساری و برخی از جزایر و کرانه‌های دیگر نزدیک به آن با یکدیگر و با سرزمین اصلی یکی شدند که در نتیجه جزیره ساری به شبه‌جزیره تبدیل شد.

## تاریخچه
در سال ۹۱۰ میلادی گروهی از  اسلاوها (روس‌ها) به این جزیره حمله کردند.
استپان رازین (سردسته کازاک‌های شورشی در خیزش دهقانان روسیه در ۱۶۶۷ تا ۱۶۷۱ میلادی) در سال ۱۶۶۸ تا ۱۶۶۹ میلادی از بندر آستراخان در شمال دریای کاسپین به سوی جنوب و ایران لشکرکشی دریایی انجام داد و در جزیره ساری لنگر انداخت.
ساری در سده ۱۸ میلادی جزیره‌ای در دریای کاسپین در فاصله پنج مایلی از بندر سالیان بود که کشتی‌هایی که از روسیه به سوی ایران می‌رفتند، در آن پهلو می‌گرفتند.
در میان لشکرکشی پتر یکم در سال ۱۷۲۲ تا ۱۷۲۳ میلادی، شبه‌جزیره ساری به عنوان استحکامات دریایی ارتش روسیه مورد استفاده قرار گرفت و مقر ناوگان ارتش روسیه برای حمله به لنکران و گیلان در اینجا قرار گرفت.
در سال ۱۷۹۵ میلادی، هنگامی که آغامحمدخان قاجار به خانات تالش (لنکران) حمله کرد، میر مصطفی خان تالشی با شماری از همراهان خود به جزیره ساری گریخت و موضع دفاعی گرفت.
در میان جنگ‌های ایران و روسیه در سده ۱۷ و ۱۸ میلادی گورهای دسته جمعی که در آن سربازان روسی که در جنگ با ایرانیان جان باختند در این جزیره دفن شدند و آثار آن حتی امروز نیز در بخش‌هایی از شبه‌جزیره باقی مانده است.
در سال ۱۹۵۵ تا ۱۹۵۶ میلادی، جزیره ساری پس از اینکه از راه جاده زمینی و سد به شهر بندری لیمان (در آن زمان پورت ایلیچ) متصل شد، به شکل شبه‌جزیره در آمد.

## ریشه واژه
نام ساری در واقع بر گرفته از واژه‌ تالشی سه‌رو (Sərı یا Səru) است که به معنی سر رودخانه یا رودخانه سرخ است.